# سرتوف
سرطوف، روستایی از توابع [شهرستان دزپارت] [بخش قارون]در استان خوزستان ایران است.

## جمعیت
این روستا در دهستان دنباله‌رود جنوبی قرار دارد و براساس سرشماری مرکز آمار ایران در سال ۱۳۸۵، جمعیت آن ۵۱ نفر (۷خانوار) بوده‌است.